# Sigrun Kunz

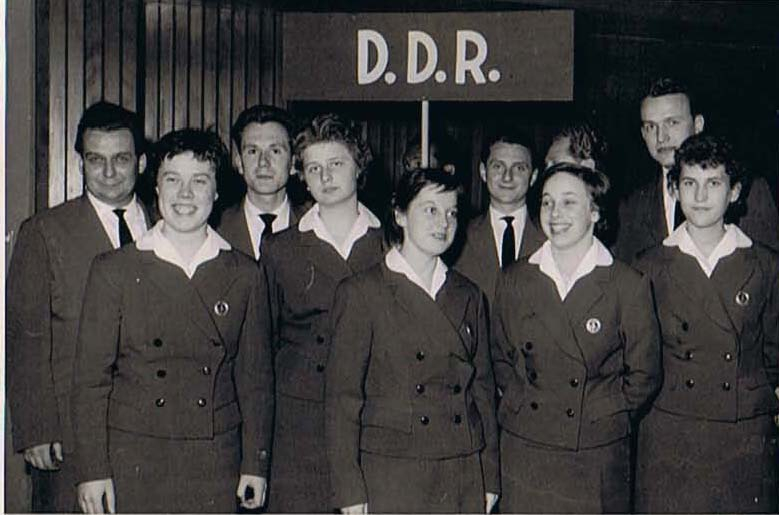
Nationalmannschaft der DDR
Herren von rechts nach links: Günter Matthias, Heinz Schneider (verdeckt), Helmut Hanschmann, Hans Täger und möglicherweise der Trainer.
Damen von links nach rechts: Christa Bannach, Doris Kalweit, Ute Mittelstädt, Sigrun Kunz, Isolde Woschee.

Sigrun Kunz (* 11. Juni 1939 in Chemnitz) ist eine deutsche Tischtennisspielerin. Sie gehörte Anfang der 1960er Jahre zu den besten Spielerinnen der DDR.

## Nationale Erfolge
Bei den nationalen DDR-Meisterschaften gewann sie neun Titel. Von 1960 bis 1962 wurde sie dreimal in Folge Meisterin im Einzel. Im Doppel siegte sie 1959, 1960 und 1961 jeweils mit Christa Bannach sowie 1962 mit Doris Kalweit. Dazu kommen zwei Titel im Mixed, 1959 mit Heinz Reimann und 1962 mit Lothar Pleuse. Dreimal erreichte sie Platz zwei, 1963 im Einzel hinter Doris Kalweit, 1966 im Mixed mit Wolfgang Schmidt und 1967 im Doppel mit Ingrid Lemke.
Von den Vereinen Wismut Wilkau (seit 1952) und später Aktivist Zwickau kommend wurde sie mit dem Club SC Einheit Dresden von 1960 bis 1963 viermal in Folge Mannschaftsmeister der DDR. Später wechselte sie zur BSG Motor Dresden-Niedersedlitz, aus der die BSG Sachsenwerk Dresden hervorging.

## Internationale Auftritte
Sigrun Kunz absolvierte zwischen 1959 und 1963 insgesamt 15 Länderspiele für die DDR. Dreimal wurde sie für die Teilnahme an Weltmeisterschaften nominiert: 1959, 1961 und 1963. 1960 spielte sie bei der Europameisterschaft.

## Privat

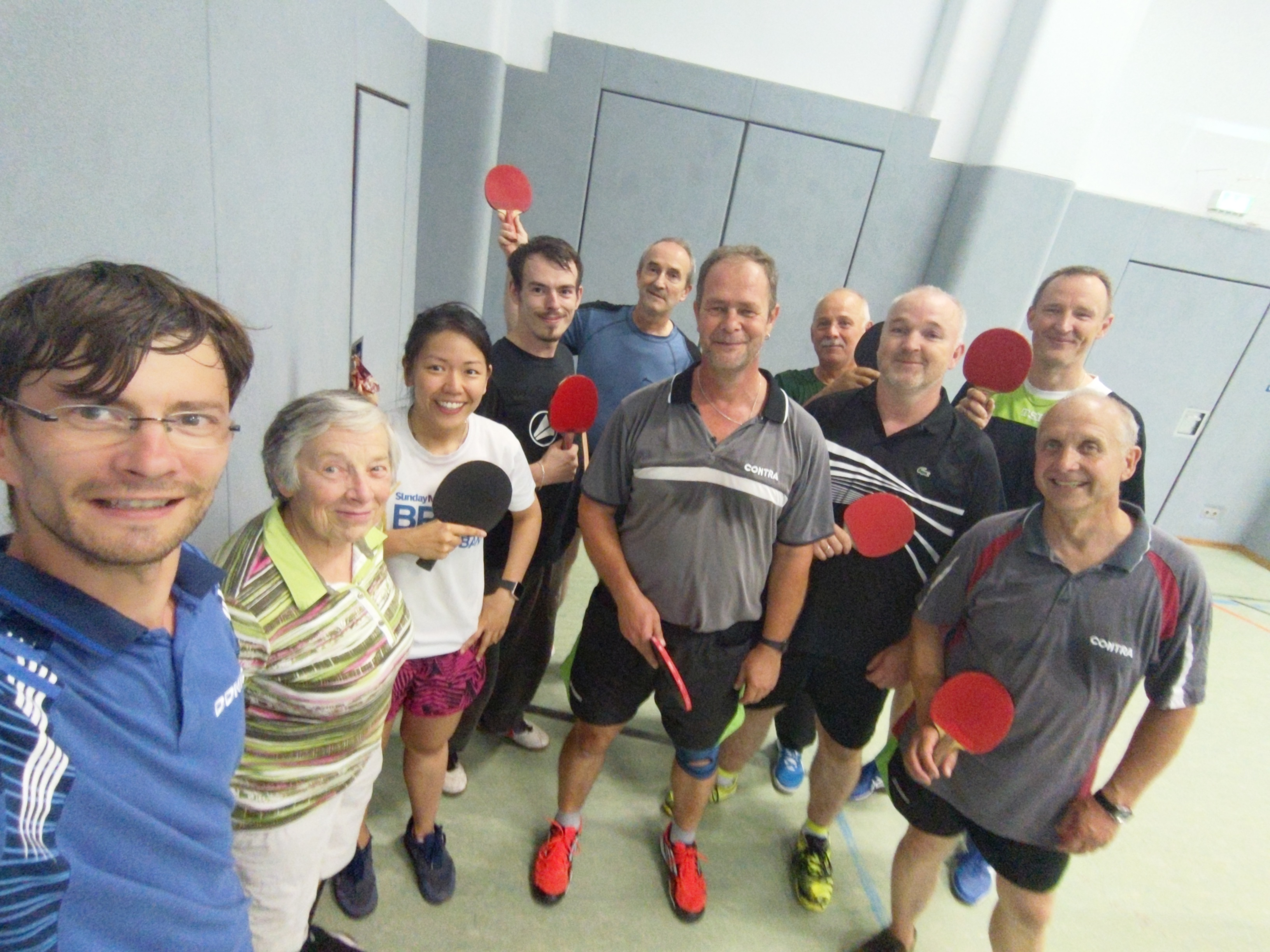
Sigrun Kunz (zweite von links) im Rheinsberger Tischtennisverein im Juli 2019.

Mitte der 1960er Jahre heiratete Kunz und trat danach unter dem Namen Sigrun Legler auf. Am 26. Dezember 1964 wurde sie Mutter eines Mädchens. Heute lebt sie in Rheinsberg. Hier leitet sie seit 1991 den Tischtennisverein.

## Turnierergebnisse
| Verband | Veranstaltung       | Jahr | Ort      | Land | Einzel    | Doppel    | Mixed         | Team |
| ------- | ------------------- | ---- | -------- | ---- | --------- | --------- | ------------- | ---- |
| GDR     | Europameisterschaft | 1960 | Zagreb   | YUG  |           |           | Viertelfinale |      |
| GDR     | Weltmeisterschaft   | 1963 | Prag     | TCH  | letzte 32 | letzte 32 | letzte 128    | 5    |
| GDR     | Weltmeisterschaft   | 1961 | Peking   | CHN  | letzte 32 | letzte 32 | letzte 32     | 7    |
| GDR     | Weltmeisterschaft   | 1959 | Dortmund | FRG  | letzte 16 | letzte 64 | letzte 128    | 10   |